# Milutin Milanković
Milutin Milanković (serbisk: Милутин Миланковић) (ses også skrevet som Milankovitch) (28. maj 1879 – 12. december 1958), var en serbisk ingeniør og geofysiker, som er bedst kendt for sin velunderbyggede teori om solindstrålingens betydning for istider, de såkaldte Milanković-cykler.

Født i Dalj, i den vestlige Syrmia region, i nærheden af Osijek, dengang det Kongeriget Kroatien og Slavonien underlagt det Østrig-Ungarske Kejserdømme (nu Kroatien).

Død i Beograd i Jugoslavien (nu Serbien).

## Karriere
- 1904 Dr.phil. på Wien Tekniske Universitet.
- 1909 Professor i anvendt matematik på Beograd Universitet.
- 1912-14 udgav han tre små afhandlinger med sine beregninger af solindstrålingens betydning for klimaet.
- 1914 blev han taget til fange af den østrigsk-ungarske hær, men blev løsladt igen i december samme år.
- 1920 Udgav han en bog med matematisk teori, Théorie mathématique des phénomènes thermiques produits par la radiation solaire, om varmefænomener som følge af solindstrålingen, bl.a. også om dens betydning for klimaet på Mars og Venus. Denne teori blev læst af Wladimir Köppen, som i 1924, i samarbejde med sin svigersøn Alfred Wegener udgav Die Klimate der geologischen Vorzeit, som bl.a. indeholdt Milanković's beregninger for 55°, 60° og 65° nordlig bredde.
- 1930 udgav Milanković Mathematische Klimalehre und astronomische Theorie der Klimaschwankungen
- 1941 udkom hans hovedværk Kanon der Erdbestrahlungen und seine Anwendung auf das Eiszeitenproblem (på tysk) i Beograd.